# Norðoyar

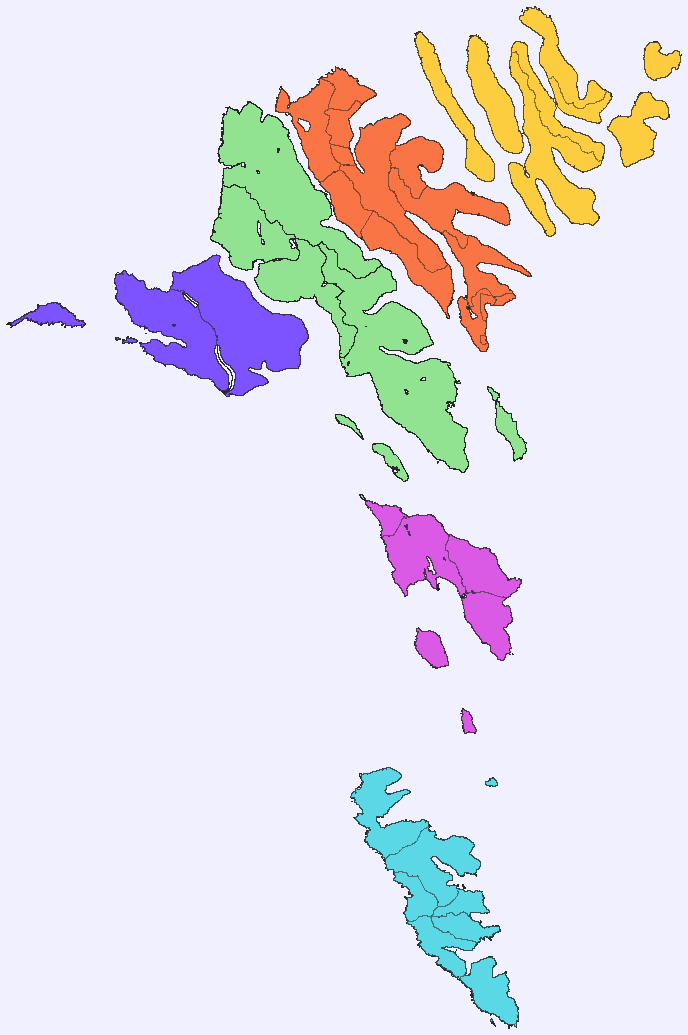
De eilanden die behoren tot de Norðoyar regio staan in het geel.

 De zes eilanden in het noordoosten van de Faeröer worden samen aangeduid als Norðoyar, wat zoveel betekent als de Noordeilanden. Het gaat om de eilanden Kalsoy, Kunoy, Borðoy, Viðoy, Svínoy en Fugloy. Klaksvík wordt als de hoofdstad van de regio beschouwd.  